# Vulturnus maprikensis
Vulturnus maprikensis är en insektsart som beskrevs av Evans 1972. Vulturnus maprikensis ingår i släktet Vulturnus och familjen dvärgstritar. Inga underarter finns listade i Catalogue of Life.